# Byttneria urosepala
Byttneria urosepala är en malvaväxtart som beskrevs av Gottfried Wilhelm Johannes Mildbraed. Byttneria urosepala ingår i släktet Byttneria och familjen malvaväxter. Inga underarter finns listade i Catalogue of Life.